# Degradation Trip
Degradation Trip – drugi solowy album studyjny Jerry’ego Cantrella, gitarzysty grupy Alice in Chains. Płyta ukazała się na rynku 18 czerwca 2002 roku nakładem holenderskiej wytwórni Roadrunner Records. Wydawnictwo jest w całości poświęcone pamięci zmarłego dwa miesiące przed wydaniem albumu, wokalisty Layne’a Staleya. Płyta była promowana przez dwa single – "Anger Rising" oraz "Angel Eyes". Album został dobrze przyjęty przez krytyków muzycznych. Odniósł większy sukces niż debiutancki album gitarzysty. Cechą charakterystyczną albumu jest powrót do brzmienia znanego z grupy Alice in Chains.
Album jest wynikiem intensywnego procesu pisania. W pierwotnej wersji gotowych było 25 utworów. Do współpracy nad albumem, gitarzysta zaprosił perkusistę Mike'a Bordina oraz gitarzystę basowego Roberta Trujillo. Płyta początkowo miała ukazać się nakładem wytwórni Columbia, jednak z powodu konfliktu, album został ostatecznie wydany przez wytwórnię Roadrunner. W skład albumu weszło w sumie 14 utworów. 26 listopada tego samego roku, album ukazał się w nowej, podwójnej wersji, wzbogaconej o dodatkowe utwory.
Autorem wszystkich utworów jest gitarzysta Jerry Cantrell. W momencie wydania album zadebiutował na 33. pozycji zestawienia Billboard 200. Warstwa tekstowa w głównej mierze koncentruje się na relacjach międzyludzkich, choć nie brakuje także innych tematów, jak np. śmierć, samotność. Płyta ma ogólnie charakter przygnębiający, depresyjny. Ze względu na tematykę utworów, oraz brzmienie, bardzo często porównywana jest do dokonań grupy Alice in Chains z lat 90.

## Kontekst
Niedługo po wydaniu debiutanckiego albumu Boggy Depot, oraz odbyciu trasy koncertowej, Cantrell rozpoczął prace nad drugim albumem studyjnym, który początkowo miał się ukazać w drugiej połowie 1999 roku. Prace nagraniowe odbywały się w zaciszu domowym muzyka w Górach Kaskadowych. W jednym z wywiadów, muzyk tak oto opisał stan izolacji:

W 1998 roku zamknąłem się w swoim domu i napisałem 25 piosenek. W trakcie tego okresu, rzadko się kąpałem, przysyłano mi jedzenie, nie odważyłem się nawet wyjść z domu przez te 3 czy 4 miesiące. Pp prostu wyrzuciłem z głębin swojego ja całe to gówno, z każdego aspektu i poziomu mojego życia. W ten sposób poradziłem sobie z wieloma sprawami, które normalnie były nie do przeskoczenia. Myślę, że najlepiej dla mnie jest wyrażać się przez muzykę. Ale to była najcięższa rzecz w moim życiu. Cieszę się, że to zrobiłem, cieszę się, że to doświadczenie mam już za sobą, ale już nigdy więcej nie chciałbym tego powtórzyć

W trakcie komponowania, we wrześniu 1998 roku Cantrell zaprezentował dwa nowe utwory w wersji demo kolegom z zespołu Alice in Chains. Wokalista Layne Staley dopisał do nich teksty, a muzycy postanowili je wspólnie nagrać. Sesja odbyła się na przełomie września i października 1998 roku. Była to ostatnia wspólna sesja grupy Alice in Chains. Utwory nagrane podczas sesji – "Get Born Again" oraz "Died" trafiły na albumy kompilacyjne – Nothing Safe: Best of the Box oraz Music Bank. Nagrania odbyły się pod okiem producenta Dave'a Jerdena, lecz zostały przerwane z powodu dawnego konfliktu wynikającego z różnic między producentem a Layne Staleyem. Nagrania kontynuowano z producentem Tobym Wrightem, z którym to zespół współpracował podczas prac nad albumem Alice in Chains.
W trakcie kontynuowania prac nad solowym albumem, muzyk po pewnym czasie zaprosił do współpracy perkusistę Mike'a Bordina z grupy Faith No More oraz basistę Roberta Trujillo. Po skompletowaniu składu, muzycy kontynuowali prace wspólnie.

Usłyszałem od wspólnego znajomego, że Mike chciał ze mną grać. Zawsze podziwiałem jego pracę i jego zespół – Faith No More. Mike jest wspaniałym muzykiem... Zadzwoniłem do niego na bardzo wczesnym etapie powstawania Degradation Trip i zaproponowałem współpracę. Zgodził się bez wahania, było jasne, że jest tym przedsięwzięciem mocno zainteresowany. Zagrałem mu przez telefon kilka pomysłów, potem wysłałem taśmy – byliśmy w stałym kontakcie, chociaż z początku tak trochę na odległość. Z kolei z Robem grałem w zespole Ozzy’ego, więc tu sprawa była bardziej oczywista. Połączyliśmy siły i w rezultacie powstał album

## Nagrywanie i produkcja

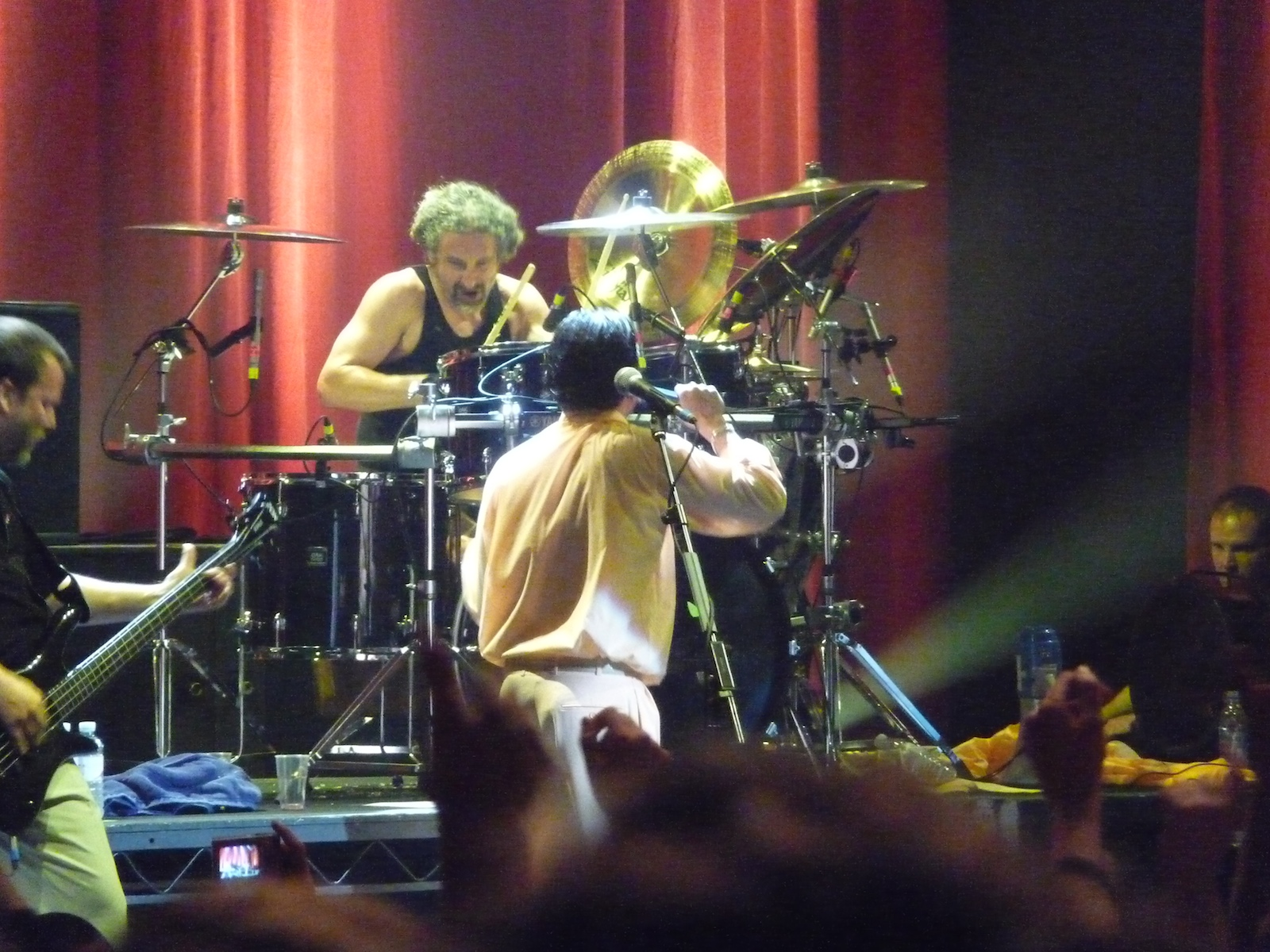
Mike Bordin podczas koncertu z grupą Faith No More, 10 czerwca 2009

Początkowo w roli producenta Cantrell chciał zatrudnić Dave'a Jerdena, współpracującego z Alice in Chains przy pracach nad albumami Facelift oraz Dirt. Pomysł ten jednak nie doszedł do skutku, i w roli producenta wystąpił sam gitarzysta, z niewielką pomocą przyjaciela Jeffa Tomei. Nagrania odbyły się pod koniec 2001 roku w różnych studiach nagraniowych na terenie miasta Los Angeles. Album miał być pierwotnie wydany przez wytwórnię Columbia. Jednak wytwórnia nie opłaciła rachunków za studio, przez co Cantrell musiał zastawić swój dom, aby móc kontynuować prace nagraniowe.

Musiałem odnaleźć się w tej nowej dla mnie sytuacji, jako nowy artysta, spotykać się z różnymi ludźmi z różnych firm fonograficznych, słysząc jak powtarzają w kółko – tak, kochamy cię, kochamy to, co stworzyłeś - I dalej nic się nie działo. Po jakimś czasie było to dość zniechęcające

Ostatecznie gitarzysta podpisał kontrakt z holenderską wytwórnią Roadrunner. Z 25 nagranych utworów, muzyk musiał wybrać 14 na nowy album. W trakcie nagrań, basista Robert Trujillo wielokrotnie podkreślał temat dobrej współpracy, oraz umiejętność prostoty i wykorzystywania przestrzeni. Perkusista Mike Bordin w jednym z wywiadów stwierdził, że ćwiczenia jak i sesja nagraniowa były bardzo intensywne. Perkusista nagrywając swoje partie, często ulegał różnego rodzaju ranom.
Album został wyprodukowany przez Cantrella oraz Jeffa Tomei. Procesem masteringu zajął się George Marino, natomiast w roli inżyniera dźwięku zasiedli Tim Harkins oraz Jeff Tomei. Ten ostatni zajął się także procesem miksowania. Album był nagrywany w A&M Studios w Hollywood, Master Control w Burbank oraz Music Grinder Studios w Hollywood.
Album został wydany 18 czerwca 2002 roku nakładem wytwórni Roadrunner. Promowany był przez singel "Anger Rising", do którego powstał teledysk w reżyserii P.R. Browna. W utworze gościnnie na gitarze zagrał Chris DeGarmo – były muzyk Queensrÿche. Album został wypełniony 14 piosenkami. 26 listopada tego samego roku, wytwórnia wydała album w nowej, poszerzonej o 11 dodatkowych utworów podwójnej wersji pod nazwą Degradation Trip Vol. 1 & 2.

## Teksty oraz muzyka
Dzięki agresywności, oraz większemu naciskowi na brzmienie gitar, album Degradation Trip często uznawany jest za kontynuację brzmienia grupy Alice in Chains. Cechą charakterystyczną płyty są niekonwencjonalne rytmy, nieparzyste metrum, oraz mocne gitarowe riffy. Ponadto na albumie dominują także różnego rodzaju efekty, głównie wah-wah oraz zharmonizowane linie wokalne. Album cechuje się także duża rozpiętością brzmieniową utworów. Dominują na nim utwory utrzymane w mocnym metalowym brzmieniu, opartym o wolne partie gitarowych riffów. Przeplatane są jednak łagodnymi, utrzymanymi w stylistyce muzyki akustycznej balladami ("Angel Eyes"). Utwory takie jak "Gone" udowadniają fascynację muzyką z południa Stanów Zjednoczonych.
Warstwa tekstowa zawarta na albumie w głównej mierze opisuje problemy muzyka. W piosenkach dominują takie treści jak sarkazm, cynizm, relacje międzyludzkie, odosobnienie czy uzależnienie od narkotyków. Album odnosi się do dobrowolnej izolacji Cantrella. Rozmyślenia nad przeszłością pojawiają się między innymi w utworze "Solitude". Śmierć znajomych czy członków rodziny, oraz odosobnienie pozostawiły po sobie liryczny wpływ w utworach typu "Psychotic Break". Cały album ogólnie cechuje się przygnębieniem i depresją. Jest poświęcony pamięci zmarłego w kwietniu 2002 roku wokalisty Alice in Chains Layne’a Staleya.

## Promocja

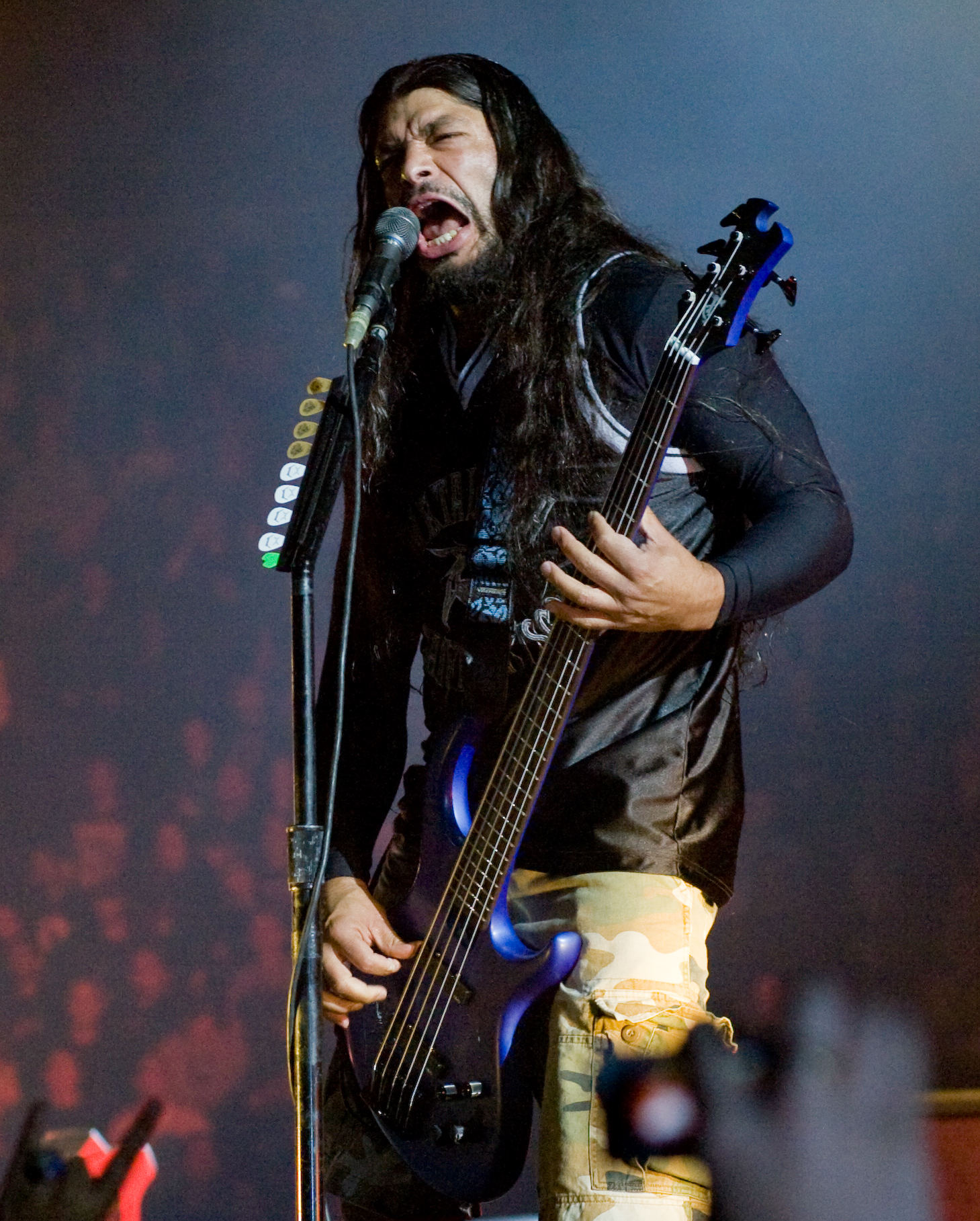
Robert Trujillo podczas koncertu z grupą Metallica, 15 czerwca 2008

Album był promowany przez dwa single – "Anger Rising" oraz "Angel Eyes". Pierwszy z utworów dotarł do 10. pozycji Mainstream Rock Tracks. Do utworu powstał także teledysk w reżyserii P.R. Browna, który często był emitowany w stacji muzycznej MTV. Piosenka "She Was My Girl" pojawiła się na ścieżce dźwiękowej do filmu Spider-Man w 2002 roku.
W styczniu 2001 roku muzyk rozpoczął klubową trasę koncertową, od występu w San Francisco. W roli supportu występował zespół Comes with the Fall. Na scenie, prócz Cantrella, Bordina i Trujillo występował jeszcze gitarzysta formacji Brian Kehoe. Wspólne występy trwały od 13 marca do 5 kwietnia. Zespół Comes with the Fall pełnił rolę supportu również przez cały 2002 rok. Gitarzysta i lider grupy William DuVall często występował w solowym zespole Cantrella, wykonując utwory z repertuaru Alice in Chains.
Po podpisaniu kontraktu z wytwórnią Roadrunner, Cantrell rozpoczął dwumiesięczne tournée, które rozpoczęło się 20 kwietnia. Mimo śmierci Staleya, Cantrell nie zdecydował się na anulowanie występów, twierdząc że muzyka jest lekarstwem na przetrwanie tego ciężkiego okresu. Wokalista Comes with the Fall William DuVall stwierdził w jednym z wywiadów:

Kiedy umarł Layne, to było dla nas trudne bo musieliśmy wyjść na scenę i grać przez [...] Straciłem w tym samym tygodniu dziadka, więc razem z Cantrellem pojechaliśmy w trasę z ogromną stratą osobową. Podczas koncertu w Charlotte było już bardzo ciężko. Kiedy byłem na scenie ledwo udawało mi się powstrzymywać łzy, podobnie zresztą jak i Jerry. To był dla nas ogromnie ciężki okres

Latem 2002 roku Cantrell koncertował wraz z grupą Nickelback, która również wydawała płyty dla Roadrunner. W trasie udziału brać nie mogli Bordin oraz Trujillo, ponieważ nagrywali w tym czasie z Osbournem. W składzie koncertowym zastąpili ich William DuVall oraz Adam Stanger i Bevan Davies z Comes with the Fall. W jednym z późniejszych wywiadów Cantrell stwierdził:

Tournée z Creed było dziwne. Samo to, że jadę w trasę z Creed i Nickelback, jest trochę nie po kolei, biorąc pod uwagę moje życiowe osiągnięcia". To coś, co znajduje się poza moją kontrolą. Dwa zespoły, które nieźle sobie radzą, poprosiły nas o poprzedzanie ich koncertów, co jest w sumie bardzo miłe, niemniej w pierwszej kolejności dokonałbym zupełnie innego wyboru. Prawdopodobnie wolałbym zrobić coś samemu, ale zacząłem współpracę z nową wytwórnia, mam nowy management, więc zgodziłem się przyjąć tę propozycję

Cantrell wziął również udział w kanadyjskim festiwalu muzycznym Edgefest. Po zakończeniu trasy z Nickelback i Creed, Cantrell rozpoczął własną trasę 9 października 2002 roku. W roli supportu wystąpiły grupy Comes with the Fall, Mad at Gravity i Diesel. Po koncercie w Portland 23 października, Cantrell zmuszony został odwołać swoje dwa występy w Seattle, z powodu wyczerpania organizmu i odwodnienia. Kontynuacja trasy nastąpiła 27 października.

## Odbiór albumu
| AllMusic             | [ 20 ]      |
| Entertainment Weekly | B+          |
| Canoe.ca             | (Korzystne) |

Album Degradation Trip otrzymał wiele pozytywnych recenzji, w porównaniu do albumu Boggy Depot, który ze względu na swoje brzmienie został uznany za "eksperymentalny". Wielu krytyków muzycznych zauważyło wiele podobieństw między albumem a brzmieniem grupy Alice in Chains. Ponure liryczne tematy, także zyskały wiele uwagi ze strony krytyków, którzy porównują je ze śmiercią Staleya.
Parę dni przed wydaniem albumu Jon Wienhorn z MTV ogłosił, że "Degradation Trip to najbardziej osobista podróż Jerry’ego Cantrella poza Alice in Chains". Stephen Thomas Erlewine z serwisu AllMusic stwierdził, że "poważni słuchacze, a także wieloletni fani docenią album, ze względu na najlepszy okres gry Cantrella od momentu wydania płyty Dirt. Sandy Masuo z magazynu Rolling Stone podkreśla że "Degradation Trip jest mniej ryzykownym albumem niż Boggy Depot", ale zauważył, że "nie ma happy endu, kiedy wszystko jest powiedziane i zrobione, ale to jest bardziej poetycka podróż, i tylko z tego powodu warto". Magazyn Blender również chwali Cantrella, pisząc między innymi że "Degradation Trip to podroż pełna niezapomnianych melodii i niezwykle życiowych tekstów piosenek".

## Lista utworów
| Nr. |  | Tytuł                                               | Tekst          | Muzyka         | Długość |
| --- |  | --------------------------------------------------- | -------------- | -------------- | ------- |
| 1.  |  | "Psychotic Break"                                   | Jerry Cantrell | Jerry Cantrell | 4:09    |
| 2.  |  | "Bargain Basement Howard Hughes"                    | Jerry Cantrell | Jerry Cantrell | 5:38    |
| 3.  |  | "Anger Rising"                                      | Jerry Cantrell | Jerry Cantrell | 6:14    |
| 4.  |  | "Angel Eyes"                                        | Jerry Cantrell | Jerry Cantrell | 4:44    |
| 5.  |  | "Solitude"                                          | Jerry Cantrell | Jerry Cantrell | 4:00    |
| 6.  |  | "Mother's Spinning in Her Grave (Glass Dick Jones)" | Jerry Cantrell | Jerry Cantrell | 3:53    |
| 7.  |  | "Hellbound"                                         | Jerry Cantrell | Jerry Cantrell | 6:46    |
| 8.  |  | "Give it a Name"                                    | Jerry Cantrell | Jerry Cantrell | 4:01    |
| 9.  |  | "Castaway"                                          | Jerry Cantrell | Jerry Cantrell | 4:59    |
| 10. |  | "She Was My Girl"                                   | Jerry Cantrell | Jerry Cantrell | 3:59    |
| 11. |  | "Chemical Tribe"                                    | Jerry Cantrell | Jerry Cantrell | 6:35    |
| 12. |  | "Spiderbite"                                        | Jerry Cantrell | Jerry Cantrell | 6:38    |
| 13. |  | "Locked On"                                         | Jerry Cantrell | Jerry Cantrell | 5:37    |
| 14. |  | "Gone"                                              | Jerry Cantrell | Jerry Cantrell | 5:08    |
|     |  |                                                     |                |                |         |

## Twórcy
Opracowano na podstawie materiału źródłowego:
- Jerry Cantrell – śpiew, gitara rytmiczna, gitara prowadząca
- Robert Trujillo – gitara basowa
- Mike Bordin – perkusja

Muzycy sesyjni
- Walter Earl – instrumenty perkusyjne
- Chris DeGarmo – gitara elektryczna (utwór 3)

Produkcja
- Producent muzyczny: Jeff Tomei, Jerry Cantrell
- Miksowanie: Jeff Tomei
- Inżynier dźwięku: Tim Harkins, Jeff Tomei
- Asystent inżyniera dźwięku: Jaime Sikora
- Mastering: George Marino
- Technik gitarowy: Brett Allen
- Projekt oraz wykonanie okładki: Pascal Brun and Comenius Röthlisberger, Team Switzerland
- A&R: Monte Conner
- Management: Bill Siddons for Siddons & Associates
- Aranżacja, teksty utworów: Jerry Cantrell

## Pozycje

### Album
| Rok  | Lista (2002)                      | Pozycje |
| ---- | --------------------------------- | ------- |
| 2002 | Billboard 200 (Stany Zjednoczone) | 33      |

### Single
| Rok  | Tytuł          | Nazwa listy przebojów  | Pozycje |
| ---- | -------------- | ---------------------- | ------- |
| 2002 | "Anger Rising" | Mainstream Rock Tracks | 10      |